# Frignano
Frignano är en ort och kommun i provinsen Caserta i regionen Kampanien i Italien. Kommunen hade 9 131 invånare (2017).